# Verbandsgemeinde Kelberg
La comunità amministrativa di Kelberg (Verbandsgemeinde Kelberg) si trova nel circondario del Vulkaneifel nella Renania-Palatinato, in Germania.

## Comuni
Fanno parte della comunità amministrativa i seguenti comuni:
| Comune, città            | Sup. (km²) | Abitanti |
| ------------------------ | ---------- | -------- |
| Arbach                   | 4,40       | 133      |
| Beinhausen               | 2,63       | 90       |
| Bereborn                 | 2,57       | 115      |
| Berenbach                | 3,15       | 171      |
| Bodenbach                | 4,78       | 205      |
| Bongard                  | 6,64       | 243      |
| Borler                   | 4,54       | 72       |
| Boxberg                  | 5,64       | 223      |
| Brücktal                 | 2,42       | 73       |
| Drees                    | 4,11       | 163      |
| Gelenberg                | 3,95       | 85       |
| Gunderath                | 1,29       | 107      |
| Höchstberg               | 4,85       | 334      |
| Horperath                | 2,40       | 120      |
| Hörschhausen             | 2,38       | 127      |
| Kaperich                 | 2,69       | 176      |
| Katzwinkel               | 3,85       | 130      |
| Kelberg                  | 24,62      | 2 033    |
| Kirsbach                 | 3,41       | 75       |
| Kolverath                | 2,46       | 104      |
| Kötterichen              | 1,31       | 126      |
| Lirstal                  | 5,26       | 212      |
| Mannebach                | 7,34       | 258      |
| Mosbruch                 | 3,39       | 161      |
| Neichen                  | 2,95       | 135      |
| Nitz                     | 1,08       | 27       |
| Oberelz                  | 5,55       | 129      |
| Reimerath                | 2,54       | 61       |
| Retterath                | 5,50       | 298      |
| Sassen                   | 3,33       | 94       |
| Uersfeld                 | 4,26       | 674      |
| Ueß                      | 1,49       | 47       |
| Welcherath               | 3,18       | 109      |
| Verbandsgemeinde Kelberg | 139,96     | 7 110    |

(Abitanti al 31 dicembre 2021)